# Aeroportul Regional Chippewa Valley
Aeroportul Regional Chippewa Valley (IATA: EAU, ICAO: KEAU, FAA LID: EAU) este un aeroport din Eau Claire, Comitatul Eau Claire, Wisconsin, Wisconsin, Statele Unite ale Americii ce deservește zona Eau Claire. Aeroportul a fost tranzitat în 2019 de 48.536 de pasageri.
Situat la o altitudine de 278 m, aeroportul dispune de 2 piste.

## Infrastructură

### Piste
Aeroportul dispune de 2 piste. Pista 04/22 are suprafața de beton și dimensiunile 8.101 picioare × 150 picioare. Pista 14/32 are dimensiunile 5.000 picioare × 100 picioare. 